# 都靈德比
都靈打吡（義大利語：Derby di Torino），即尖塔打吡（Derby della Mole，得名于安托内利尖塔）是指意大利城市都灵的兩家足球俱樂部尤文圖斯和拖連奴之間的同城德比，是意大利同城足球打吡歷史最悠久，首次都靈德比是在1906年。
都靈德比同英格蘭的曼徹斯特德比有些相似，曼聯的球迷不僅在曼徹斯特當地，且在其他地方也有很多球迷，而曼城的支持者以前幾乎僅限在曼徹斯特本地，現今則各地有眾多球迷。在都靈，都靈的球迷也多局限在當地，而尤文圖斯的支持者則遍布全意大利。
在第一次世界大戰之前,這兩支球隊的對決代表兩個對立社會階層的對比。祖雲達斯於1897年由都靈一所著名高中的學生創立，很快就成為城中資產階級的代表球會，尤其在1923年開始與阿涅利家族結盟後,獲得該地區貴族的支持。另一方面拖連奴則於1906年誕生於尤文圖斯內部的一個部門，由持不同政見者與來自該市的另一支球隊在啤酒廠合併而成，代表當時新興的工業階層。20世紀60、70年代，這些差異已大大緩解，部分原因是約40年前大規模移民湧入都靈所致；祖雲達斯從此超越資產階級和精英階層象徵的地位成為一個全球現象，而拖連奴則仍然保有純本地球隊的特色。

## 歷史
第一場都靈德比於1907年1月13日進行，也是拖連奴成立後的首場正式比賽。這場競爭源於拖連奴是由托里諾足球俱樂部（Football Club Torinese）和一群祖雲達斯反對派（由主要金融家阿爾弗雷德·迪克領導）合併而成。據說在第一場德比比賽前，迪克被鎖在更衣室裡使他錯過比賽，只能通過球員和工作人員的消息來得知比賽情況。
此後，都靈德比在意甲聯賽中有十三次未能舉行：其中十二次是由於拖連奴在意乙聯賽中，還有一次是在祖雲達斯因2006年的意大利足球醜聞而降級後。除了對陣拖連奴的都靈德比外，祖雲達斯在頂級聯賽中還與其他已不復存在的都靈球隊進行過多場德比比賽，如R.S. Ginnastica Torino、Sport Club Audace Torino和Football Club Pastore。在最初兩屆意大利足球錦標賽中,都靈真正德比對手其實是托里諾足球俱樂部、都靈體操俱樂部（Ginnastica Torino）和都靈國際（Internazionale Torino），後者於1900年與托里諾合併。
在第二次世界大战後，隨著兩隊懸殊差距，這場德比也開始代表著皮埃蒙特大區的階級分野，拖連奴球迷通常代表著無產階級，而祖雲達斯則代表著資產階級。隨著1960年代和1970年代大量人口向都靈這個意大利北部主要工業中心遷移，,許多祖雲達斯球迷也來自意大利南部，並在阿涅利家族旗下的飛雅特汽車公司就業。因此他們也將祖雲達斯視為"老闆的球隊"或"飛雅特的球隊"。相對而言拖連奴則代表著皮埃蒙特最純正的都靈精神和特色，迄今仍然主要受到當地球迷的支持，而祖雲達斯則是擁有廣泛的支持者，成為義大利乃至全球知名的球隊。時至今天，雖然兩隊的差距沒有過去那麼明顯，但拖連奴自從20世紀90年代後期以來,長期在意甲和意乙之間遊走，這種差異仍然存在。

## 對賽統計
對賽統計截至2023年10月4日
| 赛事                                     | 场次 | 祖雲達斯获胜 | 平局 | 拖連奴获胜 | 祖雲達斯入球 | 拖連奴入球 |
| ---------------------------------------- | ---- | ------------ | ---- | ---------- | ------------ | ---------- |
| 意甲聯賽                                 | 183  | 83           | 50   | 50         | 279          | 217        |
| 聯邦盃（Coppa Federale）                 | 2    | 2            | 0    | 0          | 6            | 3          |
| 上義大利錦標賽（Campionato Alta Italia） | 4    | 1            | 2    | 1          | 6            | 9          |
| 附加賽                                   | 2    | 0            | 1    | 1          | 0            | 1          |
| 意大利盃                                 | 18   | 9            | 5    | 4          | 26           | 17         |
| 友誼賽                                   | 41   | 16           | 8    | 17         | 75           | 77         |
| 总计                                     | 250  | 111          | 66   | 73         | 392          | 324        |

## 最近十年都靈德比紀錄
| 赛季    | 赛事         | 日期           | 主队     | 比分 | 客队     |
| ------- | ------------ | -------------- | -------- | ---- | -------- |
| 2013–14 | 意甲         | 2013年9月29日  | 拖連奴   | 0–1  | 祖雲達斯 |
| 2013–14 | 意甲         | 2014年2月23日  | 祖雲達斯 | 1–0  | 拖連奴   |
| 2014–15 | 意甲         | 2014年11月30日 | 祖雲達斯 | 2–1  | 拖連奴   |
| 2014–15 | 意甲         | 2015年4月26日  | 拖連奴   | 2–1  | 祖雲達斯 |
| 2015–16 | 意甲         | 2015年10月31日 | 祖雲達斯 | 2–1  | 拖連奴   |
| 2015–16 | 義大利盃16強 | 2015年12月16日 | 祖雲達斯 | 4–0  | 拖連奴   |
| 2015–16 | 意甲         | 2016年3月20日  | 拖連奴   | 1–4  | 祖雲達斯 |
| 2016–17 | 意甲         | 2016年12月11日 | 拖連奴   | 1–3  | 祖雲達斯 |
| 2016–17 | 意甲         | 2017年5月6日   | 祖雲達斯 | 1–1  | 拖連奴   |
| 2017–18 | 意甲         | 2017年9月23日  | 祖雲達斯 | 4–0  | 拖連奴   |
| 2017–18 | 義大利盃八強 | 2018年1月3日   | 祖雲達斯 | 2–0  | 拖連奴   |
| 2017–18 | 意甲         | 2018年2月18日  | 拖連奴   | 0–1  | 祖雲達斯 |
| 2018–19 | 意甲         | 2018年12月15日 | 拖連奴   | 0–1  | 祖雲達斯 |
| 2018–19 | 意甲         | 2019年5月3日   | 祖雲達斯 | 1–1  | 拖連奴   |
| 2019–20 | 意甲         | 2019年11月2日  | 拖連奴   | 0–1  | 祖雲達斯 |
| 2019–20 | 意甲         | 2020年7月4日   | 祖雲達斯 | 4–1  | 拖連奴   |
| 2020–21 | 意甲         | 2020年12月5日  | 祖雲達斯 | 2–1  | 拖連奴   |
| 2020–21 | 意甲         | 2021年4月3日   | 拖連奴   | 2–2  | 祖雲達斯 |
| 2021–22 | 意甲         | 2021年10月2日  | 拖連奴   | 0–1  | 祖雲達斯 |
| 2021–22 | 意甲         | 2022年2月18日  | 祖雲達斯 | 1–1  | 拖連奴   |
| 2022–23 | 意甲         | 2022年10月15日 | 拖連奴   | 0–1  | 祖雲達斯 |
| 2022–23 | 意甲         | 2023年2月28日  | 祖雲達斯 | 4–2  | 拖連奴   |
| 2023–24 | 意甲         | 2023年10月7日  | 祖雲達斯 | 2–0  | 拖連奴   |
| 2023–24 | 意甲         | 2024年4月14日  | 拖連奴   |      | 祖雲達斯 |